# 西雅图大学
西雅图大学（英語：Seattle University，簡稱：SU、 Seattle U）是一所位于美国华盛顿州西雅图的私立大学，创设于1891年。
该校隶属于耶稣会学院和大学联合会，2024年《美國新聞與世界報道》將西雅圖大學排名在全美國國家級大學的排名內，排名第152位。

## 體育
在NCAA籃球錦標賽上，曾在1958年由傳奇球星艾爾金·貝勒帶領下打入決賽，但以72-84輸給肯塔基大学，屈居亞軍。

## 著名校友
- 艾爾金·貝勒 （1956年-1958年）

## 外部連結
- 官方网站
- Seattle University Alumni Relations （页面存档备份，存于）
- Seattle University Athletics（页面存档备份，存于）
- Seattle University's official student newspaper, The Spectator （页面存档备份，存于）
- Seattle University Redhawks Shop
- Seattle University's Student-run radio station（页面存档备份，存于）